# Muriel Rahn
Muriel Ellen Rahn (1911–1961) fue una vocalista y actriz estadounidense. Fue cofundadora del grupo Rose McClendon Players junto a su esposo, Dick Campbell, y una de las principales cantantes negras de concierto de mediados del siglo 20. Quizá sea más conocida por su papel protagonista en la producción original de Broadway de Carmen Jones. Rahn también fue directora musical del German State Theater de Fráncfort.

## Biografía
Muriel Ellen Rahn nació en Boston en 1911, hija de Willie y Elizabeth "Bessie" Rahn (de soltera Smith). Tras la muerte de su padre, se trasladó con su madre a la ciudad de Nueva York, donde Bessie conoció a Cornelius M. Battey, director de fotografía del Instituto Tuskegee de Alabama, y se casó con él[5]. Battey, que llegó a ser director de fotografía del Instituto Tuskegee de Alabama. Muriel terminó el bachillerato en Tuskegee y luego asistió a la Atlanta University antes de licenciarse en el Conservatorio de Música de la Universidad de Nebraska, Lincoln. También recibió formación en la Universidad de Columbia y estudió canto en la Juilliard School of Music.
En 1929 inició su carrera profesional en Nueva York. Una de sus primeras apariciones en Broadway fue en el musical Come of Age, escrito y puesto en escena por Clamence Dane con música de Richard Addinsell.
En 1950, Rahn hizo una de sus últimas apariciones en Broadway. Junto a la leyenda de la ópera Lawrence Tibbett, interpretó el papel de Cora Lewis en el musical The Barrier, basado en la obra Mulatto de Langston Hughes.
Más tarde, actuó en la producción off-Broadway del melodrama de Sara Reavin The Ivory Branch con Diana Barrymore.
En 1959, Rahn se convirtió en la primera directora musical negra del Städtische Bühnen Frankfurt, Alemania.
Rahn falleció el 8 de agosto de 1961 en el Sydenham Hospital de la ciudad de Nueva York a causa de un cáncer de pulmón.

## Créditos seleccionados

### Teatro
| Año  | Producción         | Papel          | Teatro(s)                | Notas                                           |
| ---- | ------------------ | -------------- | ------------------------ | ----------------------------------------------- |
| 1956 | The Ivory Branch.  |                | Provincetown Playhouse   |                                                 |
| 1950 | The Barrier        | Cora Lewis     | Broadhurst Theatre       |                                                 |
| 1943 | Carmen Jones       | Carmen         | Broadway Theatre         | Alternó el papel protagonista con Muriel Smith. |
| 1942 | The Pirate         | Lizarda        | Martin Beck Theatre      |                                                 |
| 1939 | Swingin’ the Dream | Cantante       | Center Theatre           |                                                 |
| 1934 | Come of Age        | Una intérprete | Maxine Elliott's Theatre |                                                 |

### Televisión
| Año  | Serie                   | Papel      | Notas                                |
| ---- | ----------------------- | ---------- | ------------------------------------ |
| 1958 | The Arlene Francis Show | Ella misma |                                      |
| 1957 | Hallmark Hall of Fame   | Zipporah   | Una producción de The Green Pastures |
| 1952 | Hollywood Screen Test   |            |                                      |
| 1951 | The Ed Sullivan Show    | Ella misma |                                      |

### Cine
| Año  | Título                        | Papel      | Distribución | Notas |
| ---- | ----------------------------- | ---------- | ------------ | ----- |
| 1934 | King for a Day (cortometraje) | Ella misma |              |       |